# Bistum Iguatu
Das Bistum Iguatu (lateinisch Dioecesis Iguatuvina, portugiesisch Diocese de Iguatu) ist eine in Brasilien gelegene römisch-katholische Diözese mit Sitz in Iguatu im Bundesstaat Ceará.

## Geschichte
Papst Johannes XXIII. gründete es am 28. Januar 1961 mit der Apostolischen Konstitution In apostolicis aus Gebietsabtretungen des Bistums Crato und des Erzbistums Fortaleza, dem es auch als Suffragandiözese unterstellt wurde.
Am 28. September 1963 gab es einen Teil seines Territoriums zur Errichtung des Bistums Crateús ab.

## Bischöfe von Iguatu
- José Mauro Ramalho de Alarcón Santiago, 13. Oktober 1961 – 26. Juli 2000
- José Doth de Oliveira, 26. Juli 2000 – 7. Januar 2009
- João José da Costa OCarm, 7. Januar 2009 – 5. November 2014, dann Koadjutorerzbischof von Aracaju
- Edson de Castro Homem, 6. Mai 2015 – 24. Februar 2021
- Geraldo Freire Soares CSsR, seit 4. Mai 2022